# Phytodietus basalis
Phytodietus basalis är en stekelart som beskrevs av Dmitriy R. Kasparyan 1993. Phytodietus basalis ingår i släktet Phytodietus och familjen brokparasitsteklar. Inga underarter finns listade i Catalogue of Life.